# Verwaltungsgliederung Eritreas

Regionen von Eritrea

Die Verwaltungsgliederung Eritreas teilt das Land in 6 Regionen ein, die jeweils weiter in Subregionen unterteilt werden. Auf Tigrinya, der wichtigsten Sprache des Landes heißen die Regionen „Zoba“ (Tigrinya ዞባ), auf Arabisch heißen sie Iqlīm (إقليم).
Nach der Unabhängigkeit im Jahr 1993 wurde das Land zuerst in 9 Regionen unterteilt. Mit der Verwaltungsreform vom 15. Juli 1996 wurde die Zahl der Regionen (zoba) auf sechs reduziert. Die ISO-Codes der Regionen sind in ISO 3166-2:ER festgelegt.

## Heutige Einteilung
Die 6 Regionen sind:
| Region                | Hauptstadt | Bevölkerung (2005) | Größe in km² | ISO-Code | weitere Städte                                              |
| --------------------- | ---------- | ------------------ | ------------ | -------- | ----------------------------------------------------------- |
| Maekel                | Asmara     | 675.500 Einw.      | 1.300        | ER-MA    | Himbirti                                                    |
| Anseba                | Keren      | 549.000 Einw.      | 23.200       | ER-AN    | Adi Tekelezan, Elabered                                     |
| Gash-Barka            | Barentu    | 708.800 Einw.      | 33.200       | ER-GB    | Agordat, Badme, Tesseney                                    |
| Debub                 | Mendefera  | 952.100 Einw.      | 8.000        | ER-DU    | Adi Keyh, Adi Kwala, Debarwa, Dekemhare, Segheneytī, Senafe |
| Semienawi Kayih Bahri | Massaua    | 653.300 Einw.      | 27.800       | ER-SK    | Afabet, Ghinda, Nakfa, Nefasit                              |
| Debubawi Kayih Bahri  | Assab      | 83.500 Einw.       | 27.600       | ER-DK    | Baylul, Iddi                                                |

## Bis 1996
Von der Unabhängigkeit bis 1996 bestanden folgende 9 Regionen:
- Akkele Guzay mit der Hauptstadt Adi Keyh
- Barka mit der Hauptstadt Agordat
- Denkalia mit der Hauptstadt Assab
- Gash Setit mit der Hauptstadt Barentu
- Hamasien mit der Hauptstadt Asmara
- Sahel mit der Hauptstadt Nakfa
- Semhar mit der Hauptstadt Massaua
- Senhit mit der Hauptstadt Keren
- Seraye mit der Hauptstadt Mendefera